# Mediapart
Mediapart is een nieuwswebsite die in 2008 is opgericht door een groep Franse journalisten. De site, die gepubliceerd wordt in het Frans, Engels en (tot midden 2022) Spaans, is vooral bekend om zijn onderzoeksjournalistiek. De redactionele lijn wordt beschouwd als links gericht.
De site bevat zowel artikelen geschreven door haar eigen redactie (“le Journal”) als bijdragen van gebruikers (“le Club”). Het is een van de weinige mainstream betalende “enkel online” media op de Franse informatiemarkt. Mediapart is officieel als persorgaan erkend door de Commission paritaire (CPPAP).

## Geschiedenis
Aan de oorsprong van de site stonden de journalisten François Bonnet, Gérard Desportes, Laurent Mauduit, Edwy Plenel, Marie-Hélène Smiéjan en Godefroy Beauvalet. Bij de oprichting werd de werknaam “Mediapart” gebruikt, als samentrekking van “media” en “participatief”. Een conflict over die naam met de bestaande groep Média-Participations werd nadien bijgelegd.
Van meet af aan werd gekozen voor een betaalmodel, wat aanvankelijk leidde tot kritiek van voorstanders van volledig vrije informatie.

## Onderzoeken en controverses
Mediapart is bij het Franse publiek bekend om een reeks onderzoeken en onthullingen, waaronder de Affaire Woerth-Bettencourt, de Affaire Sarkozy-Kadhafi, de Affaire-Cahuzac.
Buiten Frankrijk raakte Mediapart onder meer bekend door de “Malta files” (belastingparadijs Malta), de sterke loodconcentratie in de nasleep van de brand in de Notre-Dame van Parijs, en in 2021 door het onderzoek Congo Hold-up over de corruptie in Congo (DRC)..
Mediapart kreeg ook kritiek, onder meer van Charlie Hebdo in verband met de zaak rond Tariq Ramadan.